# Шишкина (Архангельская область)
Шишкина — деревня в Плесецком районе Архангельской области России. Входит в состав муниципального образования Кенозерское сельское поселение.

## География
Населённый пункт находится на юго-западе области, и юго-западе Плесецкого района, близ центра сельского поселения — Вершинино (не более одного километра на юг). К северу от деревни расположено село Горы (не более одного километра). Деревня расположена на берегу «косы» озера Кенозеро.
Расстояние до Архангельска по железной дороге 390 км от станции Коровино, до которой 24 км по автомобильной дороге. До Архангельска по автомобильной дороге более 400 км. От деревни Шишкина до Архангельска по прямой линии — 300 км, до Плесецка по автомобильной дороге — 163 км.

## Население
| 2002 | 2010 | 2012 |
| ---- | ---- | ---- |
| 46   | →46  | ↗56  |

## Экономика
Отделение почтовой связи находится в деревне Вершинино.

## Достопримечательности
В самой деревне, как и на окраинах, имеется большое количество достопримечательностей.
- Кенозерский национальный парк
- Деревянная часовня Николая Чудотворца с «небесами», конец XVIII — начало XIX вв.
- Озеро Кенозеро с многочисленными островами, на берегу которого и расположена деревня на небольшой «косе».
- Святая роща, которая хорошо видна из многих уголков Кенозера.
- На склоне холма стоит маленькая часовня апостола Иоанна Богослова, созданная в конце XVIII — начале XIX века.
- Деревянная Тихвинская часовня XIX века. Она сгорела в послевоенное время, и с тех пор на её месте стоял памятный крест, который почитали местные жители. В 2010 году была построена новая одноимённая часовня.